# Ai kaen seupikeu
Ai kaen seupikeu (hangul: 아이 캔 스피크; rr: Ai Kaen Seupikeu) é um filme de comédia dramática sul-coreano de 2017 baseado em uma história real sobre as mulheres de conforto, dirigido por Kim Hyun-seok e distribuído pela Lotte Entertainment. O filme conta a história da resolução HR121, que tramitou nos Estados Unidos em 2007 e que obrigava o Japão a reconhecer seus crimes em relação as mulheres de conforto. Embora o filme seja uma comédia, o gênero serve como um veículo para discutir o tema mais profundo sobre o estado atual dessas mulheres violadas. O filme é estrelado por Na Moon-hee, como Na Ok-Bun, e Lee Je-hoon, como Park Min-Jae. A cena do depoimento de Na Ok-Bun no Congresso dos Estados Unidos foi filmada no Capitólio da Virgínia, na cidade de Richmond.

## Sinopse
Nah Ok-bun é uma idosa famosa por registrar queixas dos cidadãos locais na prefeitura, sendo apelidada de "Vovó Goblin". Quando Ok-bun conhece Park Min-jae, um jovem que foi recentemente nomeado oficial júnior, ela fica insatisfeita com sua atitude de não se preocupar com suas reclamações.
Mas há uma oportunidade de conciliação para os dois, pois Ok-Bun quer aprender inglês. A turma do último ano ministrada pelo centro de residentes local não se enquadra no nível de Ok-bun, e as aulas na escola de inglês são muito rápidas e ela é expulsa. Ok-bun vê Min Jae falando inglês fluentemente na escola de inglês. Esquecendo todos os problemas que teve com Min-jae, Ok-bun pede a Min-jae que lhe ensine inglês. Min-jae recusa o pedido de Ok-bun porque não quer assumir uma tarefa complicada. Quando Min-jae vê Ok-bun cuidando tão bem de seu irmão mais novo, Young-jae, ele fica comovido e concorda em se tornar seu professor. Conforme Ok-bun tem aulas de inglês particulares, ela começa a melhorar no novo idioma.
Min-jae descobre que Ok-bun deseja aprender inglês para continuar o sonho de sua amiga Jeong-shim de testemunhar em uma audiência pública sobre a questão das mulheres de conforto em Washington, no EUA. Ok-bun e Jeong-shim foram vítimas da prostituição forçada pelos militares japoneses durante a Segunda Guerra Mundial. Embora Ok-bun tenha preparado o que dizer na audiência pública, ela mal consegue falar pois se sente muito pressionada e não está familiarizada com o local. Quando as pessoas começam a questionar o comportamento de Ok-bun, ela ouve e vê Min-jae na plateia, o que lhe dá coragem para testemunhar contra as atrocidades que sofreu durante a ocupação japonesa.

## Elenco

### Principal
- Na Moon-hee como Na Ok-bun
  - Choi Soo-in como Na Ok-bun jovem[7][8]

Uma senhora muito incomodada com as atitudes dos cidadãos da cidade em que mora, frequentemente registrando reclamações na prefeitura.
- Lee Je-hoon como Park Min-jae

Um funcionário público da prefeitura que faz amizade com Na Ok-bun e lhe ensina inglês.

### De apoio
- Yeom Hye-ran como Mulher de Jinju
- Lee Sang-hee como Hye-jung
- Son Sook como Jeong-shim
  - Lee Jae-in como Jeong-shim jovem
- Kim So-jin como Geum-joo
- Park Chul-min como Yang, líder de equipe
- Jung Yeon-joo como A-young
- Lee Ji-hoon como Jong-hyun
- Lee Dae-yeon como chefe do escritório
- Sung Yu-bin como Park Young-jae
- Woo Ji-hyun como funcionário público[7][8]

## Recepção
I Can Speak foi lançado nos cinemas sul-coreanos em 21 de setembro de 2017. No fim de semana de estreia, liderou as bilheterias locais, arrecadando US$5,2 milhões com um total de 727 mil ingressos obtidos em quatro dias. Até 29 de setembro de 2017, o filme ultrapassou a marca de 1 milhão de espectadores e arrecadou um total de US$8,1 milhões. Durante o fim de semana do feriado coreano de Chuseok, o filme atraiu mais 462.939 espectadores, aumentando o número total de ingressos vendidos para 2,86 milhões. De acordo com o Korean Film Council, apenas vinte dias após seu lançamento, I Can Speak atraiu 3 milhões de pessoas para os cinemas.
A história do filme foi adaptada a partir de um roteiro vencedor de um concurso com o tema "Mulheres de Conforto", patrocinado pela CJ Cultural Foundation e o Ministério da Igualdade de Gênero e Família da Coreia do Sul, em 2014. Sua história teve como base uma resolução assinada pela Câmara dos Representantes dos Estados Unidos em 2007, que obrigava o Japão a reconhecer suas atrocidades perante as mulheres de conforto coreanas, após os testemunhos de Lee Yong-soo e Kim Gun-ja.

## Prêmios e indicações
| Cerimônia de premiação                    | Categoria                 | Nomeado(s)/Trabalho(s) | Resultado | Ref.          |
| ----------------------------------------- | ------------------------- | ---------------------- | --------- | ------------- |
| The Seoul Awards                          | Melhor Atriz              | Na Moon-hee            | Venceu    | [ 17 ] [ 18 ] |
| The Seoul Awards                          | Melhor Atriz Revelação    | Lee Sang-hee           | Indicado  | [ 17 ] [ 18 ] |
| Asia Pacific Screen Awards                | Melhor Atriz              | Na Moon-hee            | Indicado  | [ 19 ]        |
| Korean Association of Film Critics Awards | Melhor Atriz              | Na Moon-hee            | Venceu    | [ 20 ] [ 21 ] |
| Korean Association of Film Critics Awards | Top 10 Filmes do Ano      | I Can Speak            | Venceu    | [ 20 ] [ 21 ] |
| Blue Dragon Film Awards                   | Melhor Diretor            | Kim Hyun-seok          | Venceu    | [ 22 ]        |
| Blue Dragon Film Awards                   | Melhor Atriz Principal    | Na Moon-hee            | Venceu    | [ 22 ]        |
| Blue Dragon Film Awards                   | Prêmio de Estrela Popular | Na Moon-hee            | Venceu    | [ 22 ]        |
| Blue Dragon Film Awards                   | Melhor Atriz Coadjuvante  | Yeom Hye-ran           | Indicado  | [ 22 ]        |
| Director's Cut Awards                     | Filmes do Ano             | I Can Speak            | Venceu    | [ 23 ]        |
| Director's Cut Awards                     | Melhor Atriz              | Na Moon-hee            | Venceu    | [ 23 ]        |
| Korean Film Producers Association Awards  | Melhor Atriz              | Na Moon-hee            | Venceu    | [ 24 ]        |
| Women in Film Korea Awards                | Mulher em Filme do Ano    | Na Moon-hee            | Venceu    | [ 25 ]        |
| Cine 21 Awards                            | Melhor Diretor            | Kim Hyun-seok          | Venceu    | [ 26 ]        |
| Cine 21 Awards                            | Melhor Atriz              | Na Moon-hee            | Venceu    | [ 27 ]        |
| KOFRA Film Awards                         | Melhor Atriz              | Na Moon-hee            | Venceu    | [ 28 ]        |
| Baeksang Arts Awards                      | Melhor Atriz              | Na Moon-hee            | Venceu    | [ 29 ] [ 30 ] |
| Baeksang Arts Awards                      | Melhor Atriz Coadjuvante  | Yeom Hye-ran           | Indicado  | [ 29 ] [ 30 ] |
| Chunsa Film Art Awards                    | Melhor Roteiro            | Yoo Seung-hee          | Indicado  | [ 31 ]        |
| Chunsa Film Art Awards                    | Melhor Atriz              | Na Moon-hee            | Indicado  | [ 31 ]        |
| Buil Film Awards                          | Melhor Atriz              | Na Moon-hee            | Indicado  | [ 32 ]        |
| Buil Film Awards                          | Melhor Roteiro            | Yoo Seung-hee          | Indicado  | [ 32 ]        |
| Grand Bell Awards                         | Melhor Roteiro            | Yoo Seung-hee          | Indicado  | [ 33 ]        |
| Grand Bell Awards                         | Melhor Atriz              | Na Moon-hee            | Venceu    | [ 33 ]        |
| Resistance Film Festival in Korea         | Melhor Ator               | Lee Je-hoon            | Venceu    | [ 34 ]        |